# Spaans honkbalteam

De Spaanse vlag.

Het Spaans honkbalteam is het nationale honkbalteam van Spanje. Het team vertegenwoordigt Spanje tijdens internationale wedstrijden.
Het Spaans honkbalteam is aangesloten bij de Europese Honkbalfederatie (CEB), de continentale bond voor Europa van de International Baseball Federation (IBAF). Spanje heeft op haar beurt ook haar eigen bond, de Koninklijke Spaanse Honkbal- en Softbalfederatie.

## Kampioenschappen

### Olympische Spelen
Spanje nam alleen deel aan de Olympische Spelen van 1992 die in Barcelona plaatsvonden. Hier werd de achtste plaats behaald.
| Editie    | 1992 | 1996 | 2000 | 2004 | 2008 | 2020 |
| Prestatie | 8e   | -    | -    | -    | -    | -    |

-  = niet gekwalificeerd 

### Wereldkampioenschappen
Spanje nam vanaf 1988 viermaal deel aan de wereldkampioenschappen honkbal, de twaalfde positie in 1988 en in 2009 zijn de hoogst behaalde posities.
| Editie    | 1988 | 1998 | 2005 | 2009 |
| Prestatie | 12e  | 14e  | 14e  | 12e  |

### Europees kampioenschap
Het EK werd tot nu toe zes keer door Spanje georganiseerd (1955, 1960, 1965, 1975, 1987 en 2007). Twee keer werd goud behaald (in 1955 en 2023). Voorts won Spanje twee keer zilver en vijftienmaal brons.
| Editie    | 1954   | 1955   | 1956  | 1957  | 1958  | 1960  | 1962  | 1964  | 1965  | 1967 | 1969  | 1971  | 1973  | 1975  | 1977 | 1979  |
| Prestatie | Zilver | Goud   | 4e    | 4e    | 5e    | Brons | Brons | Brons | 4e    | 4e   | Brons | 6e    | Brons | 4e    | 4e   | *     |
|           |        |        |       |       |       |       |       |       |       |      |       |       |       |       |      |       |
| Editie    | 1981   | 1983   | 1985  | 1987  | 1989  | 1991  | 1993  | 1995  | 1997  | 1999 | 2001  | 2003  | 2005  | 2007  | 2010 | 2012  |
| Prestatie | *      | 4e     | 5e    | Brons | Brons | Brons | 5e    | 4e    | Brons | 5e   | 6e    | Brons | Brons | Brons | 9e   | Brons |
|           |        |        |       |       |       |       |       |       |       |      |       |       |       |       |      |       |
| Editie    | 2014   | 2016   | 2019  | 2021  | 2023  |       |       |       |       |      |       |       |       |       |      |       |
| Prestatie | Brons  | Zilver | Brons | 4e    | Goud  |       |       |       |       |      |       |       |       |       |      |       |

* In 1979 en 1981 geen deelname.

### World Baseball Classic
Spanje nam in 2013 voor het eerst deel aan de World Baseball Classic middels de eindzege in hun kwalificatiegroep.
| Editie    | 2006 | 2009 | 2013 | 2017 | 2023 |
| Prestatie |      |      | 15e  | -    | -    |

- = geen deelname 